# Economie van de Volksrepubliek China
| Economie van China                    | Economie van China |
| ------------------------------------- | --- |
| Munteenheid                           | Yuan (CNY) |
| Handelsorganisaties                   | WTO, APEC, G-20 |
| Statistieken                          | |
| Bruto Binnenlands Product (BBP, 2019) | US$ 14.327.359 miljard |
| Economische groei (BBP) (2021)        | 8,1% |
| BBP per hoofd (2021)                  | US$ 17.600 |
| BBP per sector (2017)                 | landbouw: 7,9%, industrie: 40,5%, diensten: 51,6% |
| Inflatiepercentage (2021)             | 1,0% |
| Beroepsbevolking (2021)               | 791,4 miljoen |
| Werkloosheidspercentage (2021)        | 4,8% voor 15-24-jarigen: 11,4% |
| Belangrijke industrieën               | Mijnbouw, ijzer, staal, aluminium en andere metalen, kolen, aardolie; machinebouw; wapens; textiel; cement; chemicaliën; meststoffen; consumentenproducten; telecommunicatie; voertuigen, locomotieven, schepen en vliegtuigen; ruimtevaart. |
| Handelspartners                       | |
| Uitvoer (2019)                        | US$ 2631 miljard |
| Belangrijkste uitvoerpartners (2019)  | VS 17%, Hong Kong 10% en Japan 6% |
| Invoer (2019)                         | US$ 2499 miljard |
| Belangrijkste invoerpartners (2019)   | Zuid-Korea 9%, Japan 8%, Australië 7%, Duitsland 7%, VS 7% en Taiwan 6% |
| Openbare financiën                    | |
| Staatsschuld (% van BBP, 2017)        | 47% |

De Volksrepubliek China is sinds 2010 de een na grootste economie ter wereld. De Verenigde Staten staat op de eerste plek. In 2021 was China de grootste exporteur en de een na grootste importeur ter wereld.

## 1949-1978
In de eerste helft van de 20e eeuw had China al lichte industrie in de kuststeden onder westerse invloed en zware industrie in Mantsjoerije onder Japanse invloed. Het was een bescheiden onderdeel in een voornamelijk agrarische economie. De Chinees-Japanse Oorlog (1937-1945), de Russische ontmanteling van de Mantsjoerijse industrie in 1945, de burgeroorlog tussen nationalisten en communisten (1948-1949) en tot slot de hyperinflatie in diezelfde periode hadden de industriële productie sterk gereduceerd.
De communistische partij nam na deze ontwikkelingen krachtige maatregelen. De inflatie werd beteugeld, communicatie- en transportlijnen gerepareerd en in 1953 werden alweer de vooroorlogse productieniveaus bereikt. Dit proces ging gepaard met een socialisering van de economie, landhervormingen en collectivisatie op het platteland, het bankwezen, de mijnbouw en veel industrie werden genationaliseerd. China ontving hierbij veel financiële en technische steun vanuit de Sovjet-Unie. Het eerste vijfjarenplan (1953-1957) was geheel naar stalinistisch voorbeeld gemodelleerd. Het spaaroverschot werd afgeroomd en geïnvesteerd in vooral zware industrie, de lichte industrie en landbouw werden niet vergeten maar kregen duidelijk minder geld.
Omstreeks 1957 kwam het tot een breuk met het Sovjet model, de partij vond het niet bij de Chinese werkelijkheid passen. Er was te veel aandacht voor de stedelijke industriële sector en dit ging ten koste van de zeer belangrijke landbouw. Met de Grote Sprong Voorwaarts werd het model gewijzigd, een versnelling van de collectivisering van de landbouw, investeringen in kleine arbeidsindustrie industrie op het platteland en de grote mobilisatie van arbeidskrachten voor infrastructurele werken. In 1960 verbrak opeens de Sovjet-Unie zijn contracten voor technische hulp. Russische technici verdwenen met bouwtekeningen waardoor allerlei projecten half afgemaakt achterbleven en bestaande fabrieken minder produceerden door het vertrek van managers.
In antwoord op deze situatie richtte de Chinese leiders zich weer op de landbouw. De industriële productie van landbouwwerktuigen, kunstmest en irrigatiepompen kreeg veel aandacht. De landbouwproductie verbeterde en de industrie kon zich langzaam maar zeker herstellen. De buitenlandse handel verschoof van de Sovjet-Unie en andere communistische landen naar de kapitalistische westerse wereld. Er werd genoeg geld verdiend om de schulden aan de Sovjet-Unie af te lossen en zelfs bescheiden ontwikkelingshulp te verstrekken. De Culturele Revolutie (1966-1976) had een ingrijpend effect op de Chinese samenleving.

## Na 1978
Na 1978 heeft de economie een snelle ontwikkeling doorgemaakt. China werd een kapitalistisch land onder communistische leiding. In 1978 was de primaire sector nog zeer belangrijk met een aandeel in het bruto binnenlands product (BBP) van bijna 30%, maar in 2013 was dit gedaald na 10% al blijft de sector een belangrijke werkgever. In 2013 werkte nog een derde van de beroepsbevolking in deze sector, een forse daling ten opzichte van 1978 toen dit nog zo'n 70% was. Vooral de tertiaire sector heeft van deze daling geprofiteerd en zag het belang stijgen van 24% in 1978 naar 46% in 2013. Het aandeel van de industrie en de bouwsector bleef ongeveer gelijk in deze 35 jaar.
Vooral tussen 1990 en 1995 liet de economie een zeer sterke stijging zien. Komende van een lage basis verdrievoudigde de omvang van de Chinese economie in vijf jaar, dat is met 26% op jaarbasis.
Ondanks de groei van de bevolking heeft de economie zo'n snelle groei doorgemaakt dat ook het inkomen per hoofd zeer sterk is toegenomen van 381 renminbi in 1978 naar 54.000 renminbi in 2016. Dit is een gemiddelde groeivoet van 14% over deze periode. Enkele honderden miljoenen Chinezen zijn in deze periode ook boven de armoedegrens uitgekomen.
| Jaar | Reële economische groei (jaar-over-jaar) | BBP (in miljarden yuan) | Aandeel Primaire sector | Aandeel Secundaire sector | Aandeel Tertiaire sector | BBP per hoofd (in yuan) |
| ---- | ---------------------------------------- | ----------------------- | ----------------------- | ------------------------- | ------------------------ | ----------------------- |
| 1978 | -                                        | 365                     | 28,2%                   | 47,9%                     | 23,9%                    | 381                     |
| 1980 | 7,9%                                     | 455                     | 30,2%                   | 48,2%                     | 21,6%                    | 463                     |
| 1985 | 13,5%                                    | 902                     | 28,4%                   | 42,9%                     | 28,7%                    | 858                     |
| 1990 | 3,8%                                     | 1.867                   | 27,1%                   | 41,3%                     | 31,5%                    | 1.644                   |
| 1995 | 10,9%                                    | 6.079                   | 20,0%                   | 47,2%                     | 32,9%                    | 5.046                   |
| 2000 | 8,4%                                     | 9.922                   | 15,1%                   | 45,9%                     | 39,0%                    | 7.858                   |
| 2005 | 11,3%                                    | 18.494                  | 11,6%                   | 47,0%                     | 41,3%                    | 14.185                  |
| 2010 | 10,6%                                    | 41.212                  | 9,3%                    | 46,5%                     | 44,2%                    | 30.808                  |
| 2015 | 7,0%                                     | 68.886                  | 8,4%                    | 40,8%                     | 50,8%                    | 49.922                  |
| 2020 | 2,2%                                     | 101.357                 | 7,7%                    | 37,8%                     | 54,4%                    | 71.828                  |
| 2021 | 8,5%                                     | 114.123                 | 7,2%                    | 39,3%                     | 53,5%                    | 81.370                  |
| 2022 | 3,0%                                     | 119.440                 | 7,3%                    | 39,3%                     | 53,4%                    | 85.310                  |
| 2023 | 5,3%                                     | 124.991                 | 7,1%                    | 38,3%                     | 54,6%                    | 89.358                  |

In het begin lag een sterke nadruk op de internationale handel. China had buitenlandse valuta nodig om de noodzakelijke machines en installaties te importeren om de eigen productiecapaciteit te moderniseren of op te bouwen. Een zwakke yuan hielp hierbij en dit maakte Chinese producten aantrekkelijk in het buitenland. De yuan deprecieerde van zo'n 1,7 yuan per dollar in 1978 naar 8,4 per dollar in 1995. Het handelstekort sloeg in de tweede helft van de tachtiger jaren om in een overschot. China boekte sindsdien grote overschotten op de handelsbalans en liet de waarde van de yuan langzaam maar zeker appreciëren en deze bereikt in 2019 een gemiddelde koers van 6,9 per dollar.
| Jaar | Export | Import | Export (in US$) | Import (in US$) | Handelsoverschot (in US$) |
| ---- | ------ | ------ | --------------- | --------------- | ------------------------- |
| 1978 | 17     | 19     | 9,8             | 10,9            | -1,1                      |
| 1980 | 27     | 30     | 18,1            | 20,0            | -1,9                      |
| 1985 | 81     | 126    | 27,4            | 42,3            | -14,9                     |
| 1990 | 299    | 257    | 62,1            | 53,4            | 8,7                       |
| 1995 | 1245   | 1105   | 148,8           | 132,1           | 16,7                      |
| 2000 | 2063   | 1864   | 249,2           | 225,1           | 24,1                      |
| 2005 | 6265   | 5427   | 762,0           | 660,0           | 102,0                     |
| 2010 | 10.702 | 9470   | 1578,0          | 1396,2          | 181,8                     |
| 2015 | 14.117 | 10.434 | 2273,5          | 1679,6          | 594,9                     |
| 2020 | 19.729 | 14.294 | 2590,0          | 2066,0          | 524,0                     |
| 2021 | 21.425 | 17.314 | 3316,0          | 2697,4          | 636,6                     |
| 2022 | 23.634 | 18.391 | 3544,4          | 2706,5          | 837,9                     |
| 2023 | 23.766 | 17.984 | 3379,0          | 2556,9          | 822,1                     |

## Sectoren

### Industriële sector

#### Staal
In 1978 werd de Chinese staalproductie geraamd op bijna 32 miljoen ton. Op een wereldtotaal van 717 miljoen ton was het aandeel van China op de wereldmarkt zo’n 4,5%. In het jaar 2000 was de productie verviervoudigd en bereikte een niveau van 127 miljoen ton. Dit was equivalent aan een wereldmarktaandeel van 15%. In 2020 produceerden alle Chinese staalbedrijven 1065 miljoen ton staal en dat was 56% van het wereldtotaal. Baowu was in dat jaar met 115 miljoen ton niet alleen de grootste staalproducent van China, maar van de hele wereld. ArcelorMittal stond op de tweede plaats wereldwijd met een productie van 78,5 miljoen ton.

#### Voertuigen
De autoverkopen in China hebben een snelle groei doorgemaakt. In 2007 haalde het land Japan in en werd de op een na grootste automarkt ter wereld. In januari 2009 werd ook de Verenigde Staten ingehaald. Sinds 1999 groeide de autoverkopen in China met meer dan 10% op jaarbasis. In 2008, mede door de kredietcrisis, stegen de verkopen met slechts 6,7% tot 9,4 miljoen exemplaren. In 2017 werden er in China 29,0 miljoen (2014: 23,7 miljoen) voertuigen geproduceerd. Er werden in het jaar 24,8 miljoen (2014:19,7 miljoen) personenwagens gemaakt en 4,2 miljoen (2014: 3,8 miljoen) bedrijfswagens. De jaarproductie in het land ligt ongeveer driemaal hoger dan in nummer 2 (de Verenigde Staten) en/of nummer 3 (Japan).
Er zijn veel buitenlandse automobielfabrikanten actief in het land, zij werken altijd samen met een binnenlandse partner. Grote lokale producenten van personenwagens zijn SAIC Motor, FAW, Dongfeng Motor, Geely Automobile, Chery Automobile en BYD Auto. Vanaf 2018 zijn buitenlandse autofabrikanten die in China produceren niet langer verplicht om een joint venture met een Chinese fabrikant aan te gaan, zo heeft de Chinese Nationale Commissie voor Ontwikkeling en Hervorming besloten. Chinese fabrikanten zijn op hun beurt niet gehouden aan restricties, het moederbedrijf van Geely Automobile kon in 2010 zonder problemen het Zweedse Volvo Cars kopen.

### Diensten sector

#### Financiële sector
De financiële sector wordt gedomineerd door vier grootbanken, dit zijn Bank of China, China Construction Bank (CCB), Industrial and Commercial Bank of China (ICBC) en Agricultural Bank of China. De Centrale Bank van de Volksrepubliek China is verantwoordelijk voor het monetaire beleid en stabiliteit van de financiële markten. In 1990 werden twee effectenbeurzen geopend, de Shanghai Stock Exchange en de Shenzhen Stock Exchange. Buiten het Chinese vasteland is er ook nog de Hong Kong Stock Exchange waar ook veel Chinese bedrijven een beursnotering hebben. In 2005 ging CCB, de derde grootste bank van China, naar deze laatste beurs en in 2006 volgden Bank of China en ICBC.
Ondanks de beursnotering houdt de Chinese regering een belangrijke stem in de banken. De belangrijkste aandeelhouder in deze vier grote banken is Central Huijin Investment Ltd. Dit staatsbedrijf heeft een belang van 65% in Bank of China en ook grote belangen in de andere drie grote Chinese banken. Huijin heeft zelf geen commerciële activiteiten en is alleen een houdstermaatschappij voor de staat.
Door de late komst van de effectenbeurzen en de minder goed ontwikkelde obligatiemarkt zijn Chinese bedrijven sterk afhankelijk van kredieten van de banken. Vanwege het grote aandelenbelangen van de Staat heeft ze veel mogelijkheden de kredietverlening te sturen naar politieke inzichten.

#### Telefonie
In 1978 waren er in het land 0,4 toestellen per 100 personen beschikbaar. Tot de introductie van de mobiele telefoon in - omstreeks - 1995 groeide het aantal verbindingen wel sterk, maar nam daarna nog een grotere vlucht. In 2005 waren er 55 mobiele en vaste toestellen per 100 inwoners, in 2015 was dit gestegen naar 110 toestellen en in 2021 waren dit er 129. Jiangxi staat met 110 toestellen per 100 inwoners op de laagste plaats van alle provincies, in Peking en Shanghai ligt dit het hoogst, iets meer dan 200. In 2015 had iets meer dan de helft van de bevolking toegang tot internet.
China Mobile is het grootste telecommunicatiebedrijf. Het is uitsluitend in China actief en heeft zo’n 70% van de markt voor mobiele telefonie in handen. De belangrijkste concurrenten zijn China Telecom en China Unicom. China Mobile telde per eind 2017 bijna 900 miljoen klanten en stond in 2018 op de 53e plaats van grootste ondernemingen wereldwijd gemeten naar de omzet. Na een testperiode van vijf jaar heeft de regering medio 2018 toestemming gegeven voor mobile virtual network operators. Vijftien bedrijven hebben hiervoor toestemming gekregen, waaronder Alibaba en Xiaomi. Zij kunnen nu telefoondiensten aanbieden door capaciteit te huren bij de grote drie telecombedrijven. De overheid wil hiermee de concurrentie stimuleren.

### Transport

##### Luchtvaart
In 1984 maakte de Chinese overheid een einde aan het monopolie van de Chinese Luchtvaartautoriteit (Engelse afkorting: CAAC). Diverse lokale overheden maakten van die gelegenheid gebruik om een eigen luchtvaartmaatschappij op te richten met felle concurrentie tot gevolg. De vaste prijs voor tickets werd losgelaten en dalende prijzen en overinvesteringen resulteerde in verliezen, oplopende schulden en ook meer ongevallen. De bedrijven waren in handen van lokale overheden die de maatschappijen beschermden tegen een faillissement. In 1998 greep de centrale overheid eindelijk in. De vele kleinere maatschappijen werden gebundeld in drie grote ondernemingen, Air China, China Southern Airlines en China Eastern Airlines. Er kwam een oligopolie en nieuwe toetreders uit binnen- en buitenland werden nog geweerd. De drie zijn spelers van wereldformaat en commercieel levensvatbaar.
Tegenwoordig heeft China een goede luchtvaartinfrastructuur. In 2015 vlogen alle Chinese luchtvaartmaatschappijen in totaal 436 miljoen passagiers (2010: 268 miljoen), waarvan 42 miljoen met een internationale bestemming. Vluchten van en naar Hongkong, Macau en Taiwan worden tot het binnenlands vervoer gerekend. De drie belangrijkste luchtvaartmaatschappijen nemen ongeveer driekwart van het passagiersvervoer voor hun rekening. Er werd ruim 6 miljoen ton vracht vervoerd, waarvan ongeveer een derde met een internationale bestemming. De luchtvloot bestond uit 2650 geregistreerde toestellen. Er waren 55 luchtvaartmaatschappijen actief, waarvan 41 staatsbedrijven. Slechts zeven maatschappijen hadden een beursnotering.
In 2015 waren er 210 luchthavens in het land, hiervan waren er 26 die meer dan 10 miljoen passagiers behandelden. Er waren 144 vliegvelden met minder dan 1 miljoen passagiers, zij hadden een gezamenlijk aandeel van 4,5% van alle vliegveldpassagiers in China. In 2015 was de Internationale luchthaven van Peking Capital met meer dan 90 miljoen passagiers de grootste van het land en alleen het Amerikaanse Hartsfield-Jackson Atlanta International Airport is groter wereldwijd. Luchthaven Shanghai Pudong staat op de tweede plaats wat passagiers betreft, maar op de eerste plaats met ruim 3 miljoen ton vracht. Wereldwijd staat deze luchthaven wat vracht betreft op de derde plaats.

##### Spoorwegen
Het Chinese spoornetwerk bereikte in 2021 een totale lengte van 151.000 kilometer, hiervan was driekwart geëlektrificeerd. De vergelijkbare cijfers voor 2000 waren 68.700 km en 20%. In 2016 maakten 3,1 miljard mensen gebruik van de trein en de hoeveelheid vracht was 3,7 miljard ton. De gemiddelde reisafstand van een passagier was ruim 400 kilometer en voor vracht lag dit ongeveer tweemaal zo hoog. Het belangrijkste spoorbedrijf is China Railways, inclusief China Railway High-speed, en de belangrijkste producent van spoorwegmaterieel is CRRC Corporation. De overheid heeft in beide bedrijven de zeggenschap. In het 13e vijfjarenplan voor de spoorwegen wordt een doelstelling van 150.000 kilometer spoorlijn genoemd in 2020, waarvan 30.000 km hogesnelheidslijnen. Voor 2025 is een verder stijging voorzien naar 175.000 km en 38.000 km respectievelijk.

### Energie
In 2012 kwam van China's energiegebruik 68% uit steen- en bruinkool, 16% uit olie en 4% uit aardgas. Biomassa en afval leverden 7,5%, waterkracht 2,6%, wind en zon 0,9% en uraan ook 0,9%. Totaal 121.000 PJ = 33.600 TWh. Dit is niet het eindgebruik maar het zogenaamde TPES (total primary energy supply).
In 2016 was dit 65% kolen, 18% olie, 6% gas, 3,8% biomassa en 3,4% waterkracht. Wind en zon, en uraan verdubbelden in 4 jaar tot resp. 2,0% en 1,9%. Totaal 34.600 TWh waarvan 22% geïmporteerd.
Van de energie ging 33% verloren bij conversie processen, vooral bij elektriciteit opwekking en cokes bereiding uit kolen. 5% werd gebruikt voor niet-energetische producten zoals smeermiddelen en asfalt. Voor energie eindgebruikers resteerde 60%, 20.000 TWh waarvan 5200 TWh elektriciteit.

#### Olie en gas
In 2017 beschikte China over oliereserves van 25,7 miljard vaten, dit is 1,5% van het wereldtotaal. In 2017 werd per dag 3,85 miljoen vaten olie per dag geproduceerd. In 2007 lag dit nog op 3,7 miljoen vaten en de productie is tot en met 2015 gestaag toegenomen tot 4,3 miljoen, maar daarna is een daling ingezet. In het land zijn drie grote oliemaatschappijen actief. PetroChina en Sinopec zijn actief op het land terwijl CNOOC op zee actief is met het zoeken en produceren van olie en gas. PetroChina produceerde in 2017 zo'n 2,4 miljoen vaten olie per dag en CNOOC ongeveer 1,3 miljoen. Veel olie moet geïmporteerd worden want het olieverbruik, inclusief Hongkong, lag op ruim 13 miljoen vaten per dag in 2017. Het land heeft voldoende raffinagecapaciteit om volledig in de eigen behoefte te voorzien.
Met 2,8% van de globale aardgasreserves binnen de landsgrenzen is China relatief beter af in vergelijking tot de aardolie. De reserves werden in 2017 geschat op 5500 miljard m3. De productie is de afgelopen 10 jaar verdubbeld van 70 miljard m3 naar 149 miljard m3 in 2017.

#### Kolen
In 2013 piekte de productie van steenkool op 1900 miljoen ton. In 2017 was dit gedaald naar 1750 miljoen ton al lag het verbruik nog op 1900 miljoen ton.
Na een aantal jaren van uitbundige groei is het aanbod van steenkool te sterk gestegen. De overheid heeft diverse maatregelen genomen het aanbod te beperken door illegale, kleine of gevaarlijke mijnen te sluiten. In het 12e vijfjarenplan werd 560 miljoen ton productiecapaciteit gesloten en in de eerste twee jaren van het 13e plan (2016-2020) nog eens 400 miljoen ton. Het aantal mijnen is gedaald van ruim 12.000 aan het begin van 2016 naar zo’n 8000 twee jaar later en de gemiddelde productie per mijn is gestegen van 300.000 ton per jaar naar 500.000 ton. Verder zijn 1200 grote en moderne mijnen geopend die elk meer dan 1,2 miljoen ton per jaar kunnen produceren.
Tot slot zijn bedrijven samengevoegd en in 2016 hadden de tien grootste steenkoolmijnbedrijven zo’n 40% van het landelijke aanbod in handen. Een van de grootste is China Shenhua met een productie van ongeveer 300 miljoen ton op jaarbasis. Het centrum van de steenkoolproductie wordt steeds meer geconcentreerd in Shanxi, Shaanxi, Binnen-Mongolië en Ningxia. Deze vier provincies vertegenwoordigen ongeveer 70% van de totale binnenlandse productie. Deze liggen ver van de belangrijkste gebruikscentra aan de kust. Veel van de steenkool wordt nog met vrachtwagens vervoerd.

#### Elektriciteit
Elektriciteit werd in 2012 voor 78% opgewekt in thermische centrales die vooral steenkool gebruiken, 17% met waterkrachtcentrales, 2% in kerncentrales, 2% met windturbines en 1% met biomassa en afval. In totaal werd 5000 TWh opgewekt. In 2016 was dit 71% thermisch opgewekt, 19% waterkracht, 3,4% kern-, 3,8% windenergie en 1,2% biomassa. Het totaal was gestegen naar 6300 TWh.
China is 's werelds grootste producent van energie en elektriciteit, maar ook van broeikasgas. De uitstoot van koolstofdioxide was 9000 megaton, dat is 6,6 ton per persoon, meer dan het wereldgemiddelde 4,4 ton per persoon. Voor een beter klimaat investeert het land enorm in duurzame energie, bijv. de Drieklovendam. Waterkracht kan potentieel en economisch nog tweemaal zoveel elektriciteit opwekken. Na aarzeling in 2011 (kernramp van Fukushima) bouwt China weer kerncentrales. Deze leverden in 2019 een kleine 5% van de stroomproductie. (Zie verder: kernenergie in China).
In de periode 2012-2016, waarin de totale energie productie ongeveer gelijk bleef, groeiden enkele bronnen zeer sterk: zonne- en windenergie met een factor 3, kernenergie met een factor 2 en waterkracht met 37%. Windenergie heeft een enorm potentieel geschat op 3,4 TW op 100 meter hoogte. Dat is zesmaal wat China nu gebruikt. In 2013 stond 77 GW windturbine vermogen opgesteld, vooral in Binnen Mongolië, Hebei, Gansu en Shandong. Er werd 135 TWh windstroom opgewekt en 16 TWh kon niet door het te zwakke net opgenomen worden. De bouw van grote windparken werd daarom tijdelijk vertraagd. Per jaarultimo 2017 stond 188 GW aan capaciteit opgesteld, dit is gelijk aan 35% van het wereldtotaal en tweemaal meer dan nummer twee op de ranglijst, de Verenigde Staten. Goldwind is de grootste Chinese fabrikant van windturbines. Van alle zonneboilers in de wereld staat 67% in China. Alleen Duitsland heeft meer zonnepanelen. China is de grootste producent van zonnepanelen en exporteert die grotendeels.

## Moeilijker toegang tot economische data
In augustus 2023 heeft de regering de publicatie van nieuwe cijfers over de jeugdwerkloosheid in China opgeschort. In juni was het cijfer met 21,3% al verontrustend hoog en een verdere stijging werd verwacht. Analisten van de Chinese economie hebben gemerkt - in het algemeen - dat belangrijke economische indicatoren niet meer worden gepubliceerd of moeilijker te vinden zijn. Nieuwe wetten maken de toegang tot die gegevens moeilijker en voor academici en onderzoekers in het buitenland is het nog moeilijker geworden om zelfstandig statistieken ter plaatse op te zoeken of te verifiëren. Op Weibo werd een bericht verwijderd dat 1 miljard Chinezen leven van minder dan 2000 yuan per maand. Een zoekopdracht naar het desbetreffende artikel gaf als resultaat: "In overeenstemming met relevante wetten, voorschriften en beleid kan de inhoud van dit onderwerp niet worden weergegeven".
Afghanistan · Armenië · Azerbeidzjan · Bahrein · Bangladesh · Bhutan · Brunei · Cambodja · China · Cyprus · Egypte · Filipijnen · Georgië · India · Indonesië · Irak · Iran · Israël · Japan · Jemen · Jordanië · Kazachstan · Kirgizië · Koeweit · Laos · Libanon · Maldiven · Maleisië · Mongolië · Myanmar · Nepal · Noord-Korea · Oezbekistan · Oman · Oost-Timor · Pakistan · Qatar · Rusland · Saoedi-Arabië · Singapore · Sri Lanka · Syrië · Tadzjikistan · Taiwan · Thailand · Turkmenistan · Turkije · Verenigde Arabische Emiraten · Vietnam · Zuid-Korea